# Voivodias da Polônia
A voivodia ou província (em polaco: województwo, plural: województwa) tem sido o mais alto nível da subdivisão administrativa da Polônia desde o século XIV. Nos termos da Lei de Reorganização do Governo Local de 1998, em vigor desde 1 de janeiro de 1999, foram criadas 16 novas voivodias, substituindo as 49 existentes desde 1 de julho de 1975.
Os limites das voivodias atuais basearam-se, em grande parte, nas regiões históricas do país, enquanto que os de 1975-1998 foram centrados nas cidades e recebiam o mesmo nome das cidades que representavam. As novas unidades possuem uma área territorial que vai desde 10 000 km² (voivodia de Opole) até mais de 35 000 km² (voivodia da Mazóvia), e uma população de cerca de um milhão de habitantes (voivodia da Lubúsquia) até mais de cinco milhões (voivodia da Mazóvia).
A autoridade administrativa no nível de voivodia é partilhada entre um governador nomeado pelo governo chamado de voivoda (em polonês: wojewoda), uma assembleia eleita chamada de sejmik, e um executivo escolhido por essa assembleia. O líder do executivo é chamado de marszałek województwa (marechal da voivodia). As voivodias são subdivididas em powiaty (condados) e em gminy (comunas ou municípios): ver Divisão administrativa da Polônia.
Algumas fontes, especialmente em contextos históricos, falam de "palatinados" em vez de voivodias. As voivodias atuais são muitas vezes referidas como províncias, embora em alguns contextos históricos isto pode ser enganoso, uma vez que a palavra "província" (em polonês prowincja) foi aplicada para as três principais divisões da República das Duas Nações, estas compostas por várias voivodias.

## Voivodias desde 1999

### Poderes administrativos
As competências e os poderes no nível de voivodia são partilhados entre o voivoda (governador), a sejmik (assembleia regional) e o executivo. Na maioria dos casos, estas instituições estão todas sediadas em uma cidade, mas na voivodia da Cujávia-Pomerânia e na voivodia da Lubúsquia os escritórios dos voivodas estão em uma cidade diferente das dos poderes executivo e da sejmik. As capitais das voivodias estão listadas na tabela abaixo.
O voivoda é nomeado pelo primeiro-ministro e é o representante regional do governo central. O voivoda atua como chefe das instituições do governo central a nível regional (tais como os serviços policiais e de incêndio, escritórios de passaporte, e vários serviços de inspeções), gere a propriedade do governo central na região, supervisiona o funcionamento do governo local, coordena as ações na área de segurança pública e da proteção do meio-ambiente, e exerce poderes especiais em situações de emergência. O gabinete do voivoda coletivamente é conhecido como urząd wojewódzki.
A sejmik é eleita a cada quatro anos, no mesmo tempo em que ocorrem as eleições para a escolha das autoridades locais no nível de powiat e gmina. Ela cria estatutos, incluindo as estratégias de desenvolvimento e o orçamento da voivodia. Ela também elege o marszałek e outros membros do executivo, e os fiscalizam.
O executivo (zarząd województwa), chefiado pelo marszałek, elabora o orçamento e as estratégias de desenvolvimento, implementa as resoluções da sejmik, administra as propriedades da voivodia, e lida com muitos aspectos da política regional, incluindo a gestão do financiamento da União Europeia. Os seus gabinetes são coletivamente conhecidos como urząd marszałkowski.

### Mapa e tabela das voivodias
|                                                            |        |                  |                                          |                                    |           |                             |                             |
| Voivodias da Polônia desde 1999                            |        |                  |                                          |                                    |           |                             |                             |
| Sigla                                                      | código | placas de carros | Voivodia                                 | Capital                            | Área km²  | População (31 Dez. de 2003) | População (30 Jun. de 2004) |
| DS                                                         | 02     | D                | Baixa Silésia (dolnośląskie)             | Breslávia                          | 19 947,76 | 2 898 313                   | 2 895 729                   |
| KP                                                         | 04     | C                | Cujávia-Pomerânia (kujawsko-pomorskie)   | Bydgoszcz¹ Toruń²                  | 17 969,72 | 2 068 142                   | 2 067 548                   |
| LU                                                         | 06     | L                | Lublin (lubelskie)                       | Lublin                             | 25 114,48 | 2 191 172                   | 2 187 918                   |
| LB                                                         | 08     | F                | Lubúsquia (lubuskie)                     | Gorzów Wielkopolski¹ Zielona Góra² | 13 984,44 | 1 008 786                   | 1 009 177                   |
| LD                                                         | 10     | E                | Łódź (łódzkie)                           | Łódź                               | 18 219,11 | 2 597 094                   | 2 592 568                   |
| MA                                                         | 12     | K                | Pequena Polônia (małopolskie)            | Cracóvia                           | 15 144,10 | 3 252 949                   | 3 256 171                   |
| MZ                                                         | 14     | W                | Mazóvia (mazowieckie)                    | Varsóvia                           | 35 597,80 | 5 135 732                   | 5 139 545                   |
| OP                                                         | 16     | O                | Opole (opolskie)                         | Opole                              | 9 412,47  | 1 055 667                   | 1 053 723                   |
| PK                                                         | 18     | R                | Subcarpácia (podkarpackie)               | Rzeszów                            | 17 926,28 | 2 097 248                   | 2 097 325                   |
| PD                                                         | 20     | B                | Podláquia (podlaskie)                    | Białystok                          | 20 179,58 | 1 205 117                   | 1 204 036                   |
| PM                                                         | 22     | G                | Pomerânia (pomorskie)                    | Gdańsk                             | 18 292,88 | 2 188 918                   | 2 192 404                   |
| SL                                                         | 24     | S                | Silésia (śląskie)                        | Katowice                           | 12 294,04 | 4 714 982                   | 4 707 825                   |
| SK                                                         | 26     | T                | Santa Cruz (świętokrzyskie)              | Kielce                             | 11 672,34 | 1 291 598                   | 1 290 176                   |
| WN                                                         | 28     | N                | Vármia-Masúria (warmińsko-mazurskie)     | Olsztyn                            | 24 202,95 | 1 428 885                   | 1 428 385                   |
| WP                                                         | 30     | P                | Grande Polônia (wielkopolskie)           | Poznań                             | 29 825,59 | 3 359 932                   | 3 362 011                   |
| ZP                                                         | 32     | Z                | Pomerânia Ocidental (zachodniopomorskie) | Estetino                           | 22 901,48 | 1 696 073                   | 1 695 708                   |
| (¹) - sede do voivoda, (²) - sede da sejmik e do marszałek |        |                  |                                          |                                    |           |                             |                             |

Ver também:
- Mapa das Regiões da Polônia
- Divisão administrativa da Polônia
- Mapa oficial

## Antigas voivodias

### Voivodias da Polônia 1975-1998 (49 voivodias)
(desde 1989, a Terceira República Polonesa)
Ver também: Divisão administrativa da República Popular da Polônia)
Esta reorganização da divisão administrativa da Polônia foi sobretudo uma conseqüência da lei da reforma do governo local de 1973-1975. No lugar dos três níveis de divisão administrativa (voivodia, condado, comuna), foi introduzida uma nova divisão administrativa em dois níveis (49 pequenas voivodias e comunas). As três menores voivodias - Varsóvia, Cracóvia e Łódź - tinham a qualidade especial de voivodias municipais; o presidente da cidade (prefeito) era também o governador provincial.
| Voivodias e cidades separadas da Polônia 1975-1998 |                            |                  |                      |                 |                  |                |                |
| Sigla                                              | Voivodia                   | Nome polonês     | Capital              | Área km² (1998) | População (1980) | No. de cidades | No. de comunas |
| bp                                                 | Voivodia de Biała Podlaska | bialskopodlaskie | Biała Podlaska       | 5348            | 286 400          | 6              | 35             |
| bk                                                 | Voivodia de Białystok      | białostockie     | Białystok            | 10 055          | 641 100          | 17             | 49             |
| bb                                                 | Voivodia de Bielsko-Biała  | bielskie         | Bielsko-Biała        | 3 704           | 829 900          | 18             | 47             |
| by                                                 | Voivodia de Bydgoszcz      | bydgoskie        | Bydgoszcz            | 10 349          | 1 036 000        | 27             | 55             |
| ch                                                 | Voivodia de Chełm          | chełmskie        | Chełm                | 3 865           | 230 900          | 4              | 25             |
| ci                                                 | Voivodia de Ciechanów      | ciechanowskie    | Ciechanów            | 6 362           | 405 400          | 9              | 45             |
| cz                                                 | Voivodia de Częstochowa    | częstochowskie   | Częstochowa          | 6 182           | 747 900          | 17             | 49             |
| el                                                 | Voivodia de Elbląg         | elbląskie        | Elbląg               | 6 103           | 441 500          | 15             | 37             |
| gd                                                 | Voivodia de Gdańsk         | gdańskie         | Gdańsk               | 7 394           | 1 333 800        | 19             | 43             |
| go                                                 | Voivodia de Gorzów         | gorzowskie       | Gorzów Wielkopolski  | 8 484           | 455 400          | 21             | 38             |
| jg                                                 | Voivodia de Jelenia Góra   | jeleniogórskie   | Jelenia Góra         | 4 378           | 492 600          | 24             | 28             |
| kl                                                 | Voivodia de Kalisz         | kaliskie         | Kalisz               | 6 512           | 668 000          | 20             | 53             |
| ka                                                 | Voivodia de Katowice       | katowickie       | Katowice             | 6 650           | 3 733 900        | 43             | 46             |
| ki                                                 | Voivodia de Kielce         | kieleckie        | Kielce               | 9 211           | 1 068 700        | 17             | 69             |
| kn                                                 | Voivodia de Konin          | konińskie        | Konin                | 5 139           | 441 200          | 18             | 43             |
| ko                                                 | Voivodia de Koszalin       | koszalińskie     | Koszalin             | 8 470           | 462 200          | 17             | 35             |
| kr                                                 | Voivodia da Cracóvia       | krakowskie       | Cracóvia             | 3 254           | 1 167 500        | 10             | 38             |
| ks                                                 | Voivodia de Krosno         | krośnieńskie     | Krosno               | 5 702           | 448 200          | 12             | 37             |
| lg                                                 | Voivodia de Legnica        | legnickie        | Legnica              | 4 037           | 458 900          | 11             | 31             |
| le                                                 | Voivodia de Leszno         | leszczyńskie     | Leszno               | 4 254           | 357 600          | 19             | 28             |
| lu                                                 | Voivodia de Lublin         | lubelskie        | Lublin               | 6 793           | 935 200          | 16             | 62             |
| lo                                                 | Voivodia de Łomża          | łomżyńskie       | Łomża                | 6 684           | 325 800          | 12             | 39             |
| ld                                                 | Voivodia de Łódź           | łódzkie          | Łódź                 | 1523            | 1 127 800        | 8              | 11             |
| ns                                                 | Voivodia de Nowy Sącz      | nowosądeckie     | Nowy Sącz            | 5 576           | 628 800          | 14             | 41             |
| ol                                                 | Voivodia de Olsztyn        | olsztyńskie      | Olsztyn              | 12 327          | 681 400          | 21             | 48             |
| op                                                 | Voivodia de Opole          | opolskie         | Opole                | 8 535           | 975 000          | 29             | 61             |
| os                                                 | Voivodia de Ostrołęka      | ostrołęckie      | Ostrołęka            | 6 498           | 371 400          | 9              | 38             |
| pi                                                 | Voivodia de Piła           | pilskie          | Piła                 | 8 205           | 437 100          | 24             | 35             |
| pt                                                 | Voivodia de Piotrków       | piotrkowskie     | Piotrków Trybunalski | 6 266           | 604 200          | 10             | 51             |
| pl                                                 | Voivodia de Płock          | płockie          | Płock                | 5 117           | 496 100          | 9              | 44             |
| po                                                 | Voivodia de Poznań         | poznańskie       | Poznań               | 8 151           | 1 237 800        | 33             | 57             |
| pr                                                 | Voivodia de Przemyśl       | przemyskie       | Przemyśl             | 4 437           | 380 000          | 9              | 35             |
| rs                                                 | Voivodia de Radom          | radomskie        | Radom                | 7 295           | 702 300          | 15             | 61             |
| rz                                                 | Voivodia de Rzeszów        | rzeszowskie      | Rzeszów              | 4 397           | 648 900          | 13             | 41             |
| se                                                 | Voivodia de Siedlce        | siedleckie       | Siedlce              | 8 499           | 616 300          | 12             | 66             |
| si                                                 | Voivodia de Sieradz        | sieradzkie       | Sieradz              | 4 869           | 392 300          | 9              | 40             |
| sk                                                 | Voivodia de Skierniewice   | skierniewickie   | Skierniewice         | 3 959           | 396 900          | 8              | 36             |
| sl                                                 | Voivodia de Słupsk         | słupskie         | Słupsk               | 7 453           | 369 800          | 11             | 31             |
| su                                                 | Voivodia de Suwałki        | suwalskie        | Suwałki              | 10 490          | 422 600          | 14             | 42             |
| sz                                                 | Voivodia de Estetino       | szczecińskie     | Estetino             | 9 981           | 897 900          | 29             | 50             |
| tg                                                 | Voivodia de Tarnobrzeg     | tarnobrzeskie    | Tarnobrzeg           | 6 283           | 556 300          | 14             | 46             |
| ta                                                 | Voivodia de Tarnów         | tarnowskie       | Tarnów               | 4 151           | 607 000          | 9              | 41             |
| to                                                 | Voivodia de Toruń          | toruńskie        | Toruń                | 5 348           | 610 800          | 13             | 41             |
| wb                                                 | Voivodia de Wałbrzych      | wałbrzyskie      | Wałbrzych            | 4 168           | 716 100          | 31             | 30             |
| wa                                                 | Voivodia de Varsóvia       | warszawskie      | Varsóvia             | 3 788           | 2 319 100        | 27             | 32             |
| wl                                                 | Voivodia de Włocławek      | włocławskie      | Włocławek            | 4 402           | 413 400          | 14             | 30             |
| wr                                                 | Voivodia de Breslávia      | wrocławskie      | Breslávia            | 6 287           | 1 076 200        | 16             | 33             |
| za                                                 | Voivodia de Zamość         | zamojskie        | Zamość               | 6 980           | 472 100          | 5              | 47             |
| zg                                                 | Voivodia de Zielona Góra   | zielonogórskie   | Zielona Góra         | 8 868           | 609 200          | 26             | 50             |

### Voivodias da Polônia 1945-1975 (14+2 voivodias, depois 17+5)
Divisão administrativa da República Popular da Polônia
Após a Segunda Guerra Mundial, a nova divisão administrativa do país foi baseada naquela do período pré-guerra. As áreas ao leste, que não foram anexadas pela União Soviética, ficaram com suas fronteiras praticamente inalteradas. Os territórios recém adquiridos, a oeste e norte foram organizados nas voivodias de Estetino, Breslávia e Olsztyn, e parcialmente uniram-se às voivodias de Gdańsk, Katowice e Poznań. Duas cidades receberam a qualidade de voivodia: Varsóvia e Łódź.
Em 1950, foram criadas novas voivodias: Koszalin (anteriormente parte da voivodia de Estetino), Opole (anteriormente parte da voivodia de Katowice), e Zielona Góra (anteriormente parte das voivodias de Poznań, Breslávia e Estetino). Além disso, mais três cidades receberam a qualidade de voivodia: Breslávia, Cracóvia e Poznań.
| Divisão administrativa da Polônia 1945-1975                        |                  |                 |                 |                  |
| placas de carros (a partir de 1956)                                | Voivodia         | Capital         | Área km² (1965) | População (1965) |
| A                                                                  | białostockie     | Białystok       | 23 136          | 1 160 400        |
| B                                                                  | bydgoskie        | Bydgoszcz       | 20 794          | 1 837 100        |
| G                                                                  | gdańskie         | Gdańsk          | 10 984          | 1 352 800        |
| S                                                                  | katowickie       | Katowice        | 9 518           | 3 524 300        |
| C                                                                  | kieleckie        | Kielce          | 19 498          | 1 899 100        |
| E                                                                  | koszalińskie ¹   | Koszalin        | 17 974          | 755 100          |
| K                                                                  | krakowskie       | Cracóvia        | 15 350          | 2 127 600        |
| F                                                                  | łódzkie          | Łódź            | 17 064          | 1 665 200        |
| L                                                                  | lubelskie        | Lublin          | 24 829          | 1 900 500        |
| O                                                                  | olsztyńskie      | Olsztyn         | 20 994          | 956 600          |
| H                                                                  | opolskie ¹       | Opole           | 9 506           | 1 009 200        |
| P                                                                  | poznańskie       | Poznań          | 26 723          | 2 126 300        |
| R                                                                  | rzeszowskie      | Rzeszów         | 18 658          | 1 692 800        |
| M                                                                  | szczecińskie     | Estetino        | 12 677          | 847 600          |
| T                                                                  | warszawskie      | Varsóvia        | 29 369          | 2 453 000        |
| X                                                                  | wrocławskie      | Breslávia       | 18 827          | 1 967 000        |
| Z                                                                  | zielonogórskie ¹ | Zielona Góra    | 14 514          | 847 200          |
| placas de carros (a partir de 1956)                                | Cidade separada  | Cidade separada | Área km² (1965) | População (1965) |
| I                                                                  | Łódź             | Łódź            | 214             | 744 100          |
| W                                                                  | Varsóvia         | Varsóvia        | 446             | 1 252 600        |
| ?                                                                  | Cracóvia ²       | Cracóvia ²      | 230             | 520 100          |
| ?                                                                  | Poznań ²         | Poznań ²        | 220             | 438 200          |
| ?                                                                  | Breslávia ²      | Breslávia ²     | 225             | 474 200          |
| ¹ - novas voivodias criadas em 1950; ² - cidades separadas em 1957 |                  |                 |                 |                  |

### Voivodias da Polônia 1921-1939 (15+1 voivodias +1 Silésia Autônoma)

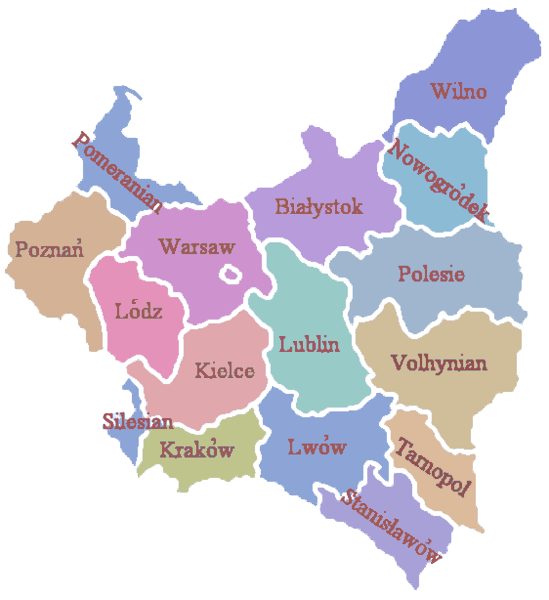
Voivodias da Polônia, 1922-1939

Informações adicionais: Divisão administrativa da Segunda República da Polônia
| Voivodias da Polônia no período entre-guerras (dados de 1 de abril de 1937) |                          |                   |                         |                          |
| placas de carros (a partir de 1937)                                         | Voivodia Cidade separada | Capital           | Área em 1000 km² (1930) | População em 1000 (1931) |
| 00-19                                                                       | Cidade de Varsóvia       | Varsóvia          | 0.14                    | 1179.5                   |
| 85-89                                                                       | warszawskie              | Varsóvia          | 31.7                    | 2460.9                   |
| 20-24                                                                       | białostockie             | Białystok         | 26.0                    | 1263.3                   |
| 25-29                                                                       | kieleckie                | Kielce            | 22.2                    | 2671.0                   |
| 30-34                                                                       | krakowskie               | Cracóvia          | 17.6                    | 2300.1                   |
| 35-39                                                                       | lubelskie                | Lublin            | 26.6                    | 2116.2                   |
| 40-44                                                                       | lwowskie                 | Lwów              | 28.4                    | 3126.3                   |
| 45-49                                                                       | łódzkie                  | Łódź              | 20.4                    | 2650.1                   |
| 50-54                                                                       | nowogródzkie             | Nowogródek        | 23.0                    | 1057.2                   |
| 55-59                                                                       | poleskie                 | Brześć nad Bugiem | 36.7                    | 1132.2                   |
| 60-64                                                                       | pomorskie                | Toruń             | 25.7                    | 1884.4                   |
| 65-69                                                                       | poznańskie               | Poznań            | 28.1                    | 2339.6                   |
| 70-74                                                                       | stanisławowskie          | Stanisławów       | 16.9                    | 1480.3                   |
| 75-79 ?                                                                     | śląskie                  | Katowice          | 5.1                     | 1533.5                   |
| 80-84                                                                       | tarnopolskie             | Tarnopol          | 16.5                    | 1600.4                   |
| 90-94                                                                       | wileńskie                | Wilno             | 29.0                    | 1276.0                   |
| 95-99                                                                       | wołyńskie                | Łuck              | 35.7                    | 2085.6                   |

### Voivodias daPolônia do Congresso1816-1837
Informações adicionais: Divisão administrativa da Polônia do Congresso
De 1816 a 1837 havia 8 voivodias na Polônia do Congresso.
- Voivodia de Augustów
- Voivodia de Kalisz
- Voivodia da Cracóvia
- Voivodia de Lublin
- Voivodia da Mazóvia
- Voivodia de Płock
- Voivodia da Podláquia
- Voivodia de Sandomierz

### Voivodias na República das Duas Nações 1569-1795

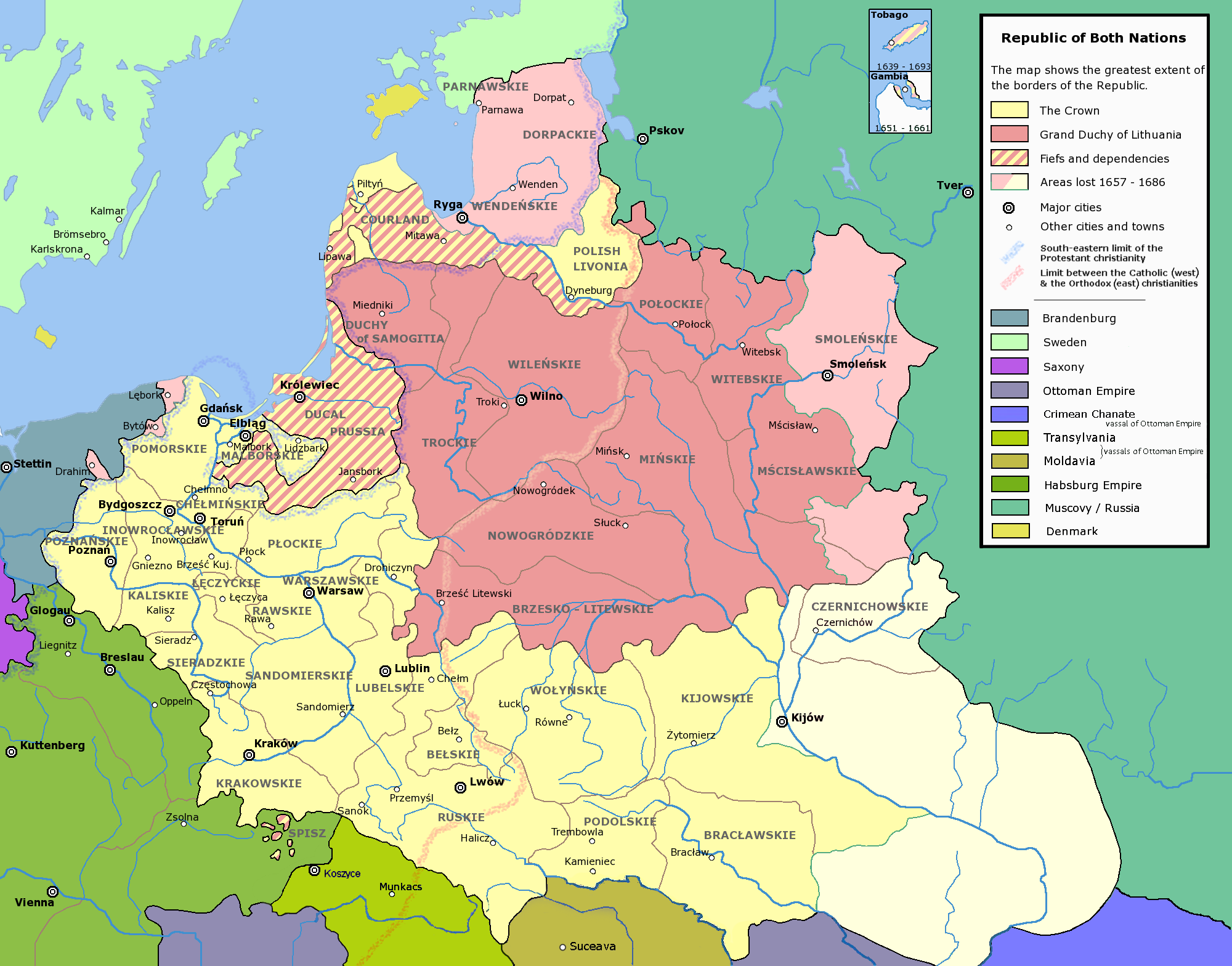
Voivodias da República das Duas Nações.

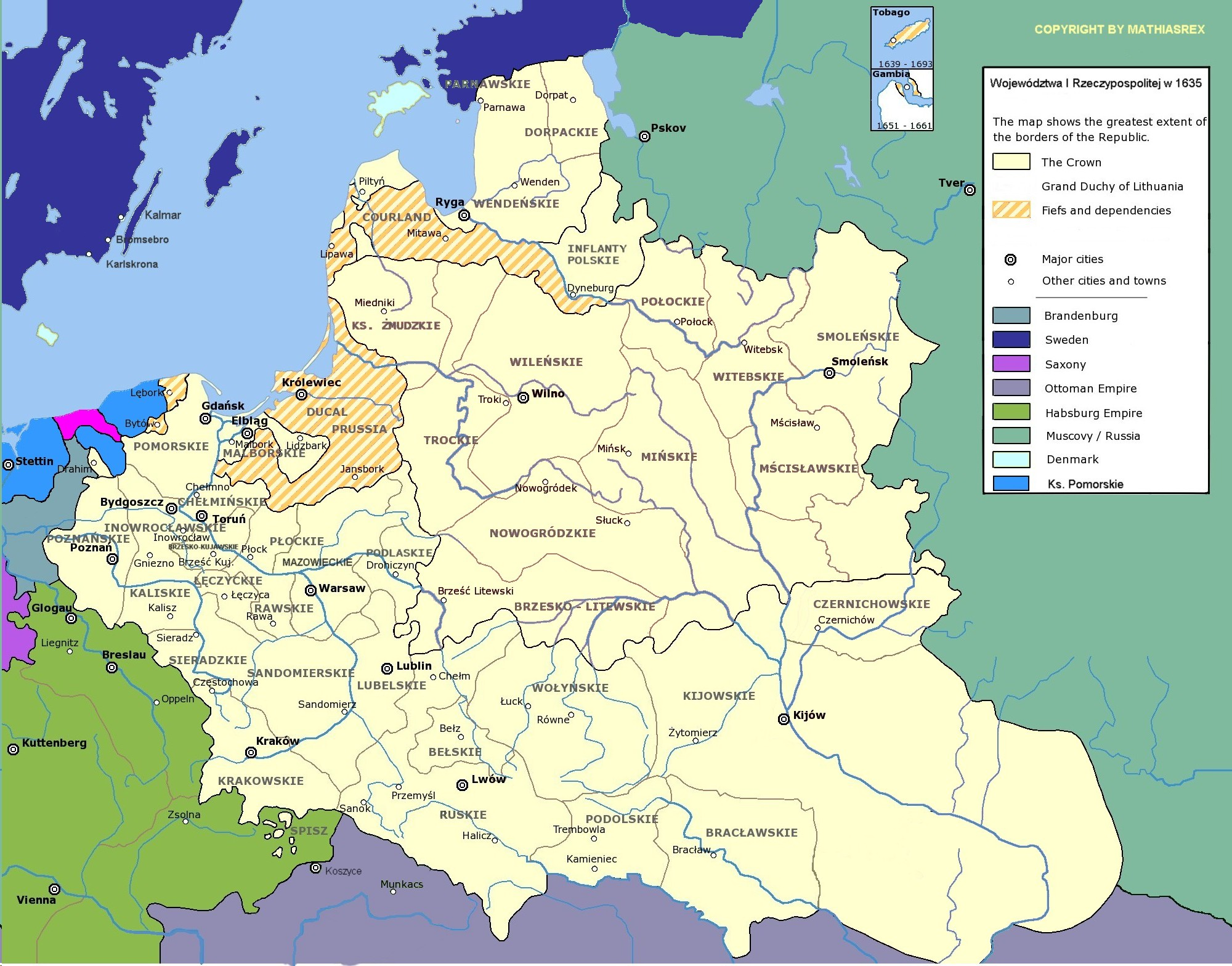
Voivodias da República das Duas Nações em 1635

Informações adicionais: Divisão administrativa da República das Duas Nações

#### Grande Polônia(Wielkopolska)
- Voivodia de Poznań (województwo poznańskie, Poznań)
- Voivodia de Kalisz (województwo kaliskie, Kalisz)
- Voivodia de Gniezno (województwo gnieźnieńskie, Gniezno) a partir de 1768
- Voivodia de Sieradz (województwo sieradzkie, Sieradz)
- Voivodia de Łęczyca (województwo łęczyckie, Łęczyca)
- Voivodia de Brześć Kujawski (województwo brzesko-kujawskie, Brześć Kujawski)
- Voivodia de Inowrocław (województwo inowrocławskie, Inowrocław)
- Voivodia de Chełmno (województwo chełmińskie, Chełmno)
- Voivodia de Malbork (województwo malborskie, Malbork)
- Voivodia da Pomerânia (województwo pomorskie, Gdańsk)
- Ducado de Warmia (Księstwo Warmińskie, Lidzbark Warmiński)
- Ducado da Prússia (Księstwo Pruskie, Lidzbark Warmiński)
- Voivodia de Płock (województwo płockie, Płock)
- Voivodia de Rawa (województwo rawskie, Rawa Mazowiecka)
- Voivodia da Mazóvia (województwo mazowieckie, Warszawa)

#### Pequena Polônia(Małopolska)
- Voivodia da Cracóvia (województwo krakowskie, Cracóvia)
- Voivodia de Sandomierz (województwo sandomierskie, Sandomierz)
- Voivodia de Lublin (województwo lubelskie, Lublin)
- Voivodia da Podláquia (województwo podlaskie, Drohiczyn)
- Voivodia da Rutênia (województwo ruskie, Lwów)
- Voivodia de Bełz (województwo belzkie, Bełz)
- Voivodia da Volínia (województwo wołyńskie, Łuck)
- Voivodia de Podole (województwo podolskie, Kamieniec Podolski)
- Voivodia de Bracław (województwo bracławskie, Bracław)
- Voivodia de Kiev (województwo kijowskie, Kiev)
- Voivodia de Czernihów (województwo czernichowskie, Chernihóv)

#### Grão-Ducado da Lituânia
Aqui o primeiro nome é dado em português, depois entre parênteses - em lituano, e depois em polonês.
- Voivodia de Wilno (Vilniaus vaivadija, województwo wileńskie, Vilnius)
- Voivodia de Troki (Trakų vaivadija, województwo trockie, Trakai)
- Voivodia de Nowogródek (Naugarduko vaivadija, województwo nowogrodzkie, Nowogródek)
- Voivodia de Brest-Litovsk (Lietuvos Brastos vaivadija, województwo brzesko-litewskie, Brześć Litewski)
- Voivodia de Minsk (Minsko vaivadija, województwo mińskie, Mińsk)
- Voivodia de Miecislau (Mstslavlio vaivadija, województwo mścisławskie, Miecislau)
- Voivodia de Smolensk (Smolensko vaivadija, województwo smoleńskie, Esmolensco)
- Voivodia de Vitebsk (Vitebsko vaivadija, województwo witebskie, Witebsk)
- Voivodia de Połock (Polocko vaivadija, województwo połockie, Połock)
- Ducado da Samogícia (Žemaičių seniūnija, księstwo żmudzkie, Medininkai-Varniai)

#### Ducado da Livônia
- Voivodia de Wenden (województwo wendeńskie, Wenden) since 1598 till the 1620s
- Voivodia de Dorpat (województwo dorpackie, Dorpat) since 1598 till the 1620s
- Voivodia de Parnawa (województwo parnawskie, Parnawa) since 1598 till the 1620s
- Voivodia da Livônia (województwo inflanckie, Dyneburg) since the 1620s
- Ducado da Curlândia e Semigália (księstwo Kurlandii i Semigalii, Mitawa)